# Vészhelyzet (11. évad)
Ez az oldal tartalmazza a Vészhelyzet tévésorozat 11. évadja epizódjainak listáját. Ezenfelül megtalálható a vetítés első időpontja az amerikai NBC csatornán.
| Epizód | Évad  | Premier              | Tartalom |
| ------ | ----- | -------------------- | --- |
| 224    | 11x1  | 2004. szeptember 23. | (One for the Road / Isten hozott, Abby!): Prattet, Chent megmentik miután baleset történt és belerohantak a Chicago Riverbe. Sam arra törekszik, hogy elmeneküljön a visszatérő barátja elől. Két új gyakornok érkezik a kórházba. Ezt a részt kint az USA-ban 19.7 millióan látták. |
| 225    | 11x2  | 2004. október 7.     | (Damaged / Sérült lelkek): Carter depresszióval szenved, Abby sértett ápolókkal foglalkozik és próbál segíteni egy nőnek, akit szexuális rabszolgává ejtettek. Kovac csinál egy vallomást Samnek, és Neela pedig elmegy látogatóba. |
| 226    | 11x3  | 2004. október 14.    | (Try Carter / A Függetlenség napja): Carter meggyőzi Cordayt, hogy hajtson végre ey törvénytelen átültetéses operációt. Abby és ray pedig azon vitatkozik hogyan részesítsék kezelésben a kerékpárost, mert állítólag rossz bánásmódban részesült. Corday pedig szembenéz Weawerrel az új sebész választásán. |
| 227    | 11x4  | 2004. október 21.    | (Fear / Félelem a négyzeten): Abby két, ablakon kiesett kislányt szállít mentővel az osztályra, és az eset nyomán egy család drámája bontakozik ki, ami az egész személyzetet megrázza. Lewis megelégeli a gyest, és visszakéri magát az osztály élére. Howard teljesen kiborul, és otthagy csapot-papot, így Lewis kénytelen a föld alól is orvost keríteni. Corday sorsa felől fegyelmi bizottság dönt. |
| 228    | 11x5  | 2004. november 4.    | (Intern's Guide to the Galaxy / Galaxis útikalauz rezidenseknek): Pratt versenyt ír ki Ray, Neela és Abby között: a műszak alatt fejenként huszonöt beteget kell ellátniuk a melléjük szegődő medikusok segítségével. Némi feszültséggel jár, hogy ki-ki saját tudása, belátása és lelkiismerete szerint képes-e tartani az iramot. |
| 229    | 11x6  | 2004. november 11.   | (Time of Death / A halál ideje): Egy végstádiumú májbeteg kerül az osztályra, akit a személyzet kezdetben fenntartással kezel, és rutinból látja el. Ám, ahogy telik az idő, és megismerik a beteg élettörténetét, úgy lesz a szemükben a lecsúszott alkoholistából fokozatosan tragikus sorsú emberi lény, akit végül a szívükbe zárnak, és szomorúan búcsúztatnak el. |
| 230    | 11x7  | 2004. november 18.   | (White Guy, Dark Hair / Káosz a köbön): Az osztályt "álbeteg" cserkészek lepik el, akik teljesen felforgatják a team munkáját. Sam egy bajbajutott nőt vesz gondjaiba, akinek segíteni akar, de végzetes szakmai hibát követ el. Chen éppen hazavinné apját a kórházból, aki zavartságában egy mozdulattal keresztül húzza a számítását. |
| 231    | 11x8  | 2004. december 2.    | (Shot in the Dark / Hajszál híján): Súlyosan sérült rendőrt hoznak be kollégái a klinikára. A műtét során kiderül, hogy a lövöldözésben társai találták el véletlenül. Állapotán csak egy kockázatos műtét javíthatna, ám erről 15 éves fiának, Arlónak kell döntenie. Ray bátorítja a fiút, aki döntésre is jut, ám miután az orvos a műszak végén távozik és magára hagyja, anyja nyomására eláll a műtéttől. Sam fia, Alex egyre gyakrabban kerül bajba az iskolában, így jól jön, hogy Kovac pótapaként mellette lehet. Abby összetűzésbe keveredik egy vakbélgyanús kislány édesanyjával, aki mindenáron máshol szeretné megvizsgáltatni a lányát. |
| 232    | 11x9  | 2004. december 9.    | (Twas the Night / Szenteste bonyodalmakkal): Chen kénytelen felmondani a kórházban, hogy otthon ápolhassa apját, aki arra kéri, vessen véget szenvedéseinek. Chen szorult helyzetét látva, Pratt a segítségére siet, és mellettük tölti az egész szentestét. Karácsony alkalmával elárasztják a kórházat a nélkülözők, így a team is rákényszerül néhány szokatlan lépésre. Abby mellé beosztanak egy tehetséges medikust, miközben őt magát Dubenko veszi egyértelműen a pártfogásába. Carter lassan túljut magánéleti válságán. |
| 233    | 11x10 | 2005. január 13.     | (Skin / Abbyt elrabolják): Lewisra rossz idők járnak, s egy alkalommal a kelleténél jobban bekeményít. A hirtelen támadt parázs vita következtében a kétségbeesett Abby kiviharzik az osztályról azzal, hogy mentőt fogad. Az udvarról azonban ismeretlen tettesek feltűnés nélkül elrabolják. Az osztályon senki sem sejti, mi történt Abbyvel, mindenki biztos abban, hogy a veszekedés miatt bujkál. A két emberrabló arra kéri Abbyt, hogy lássa el meglőtt társukat, akit nem mernek kórházba vinni. Abby teljesen magára marad a súlyosan sérült beteggel.                                                                                        |
| 234    | 11x11 | 2005. január 20.     | (Only Connect / Szóból ért a doktor): A betegelégedettségi statisztikák megdöbbentő eredménnyel zárulnak. Kiderül, hogy a rezidensek siralmasan rosszul kommunikálnak a betegekkel, aminek lépten-nyomon súlyos következményei vannak. Kovac magára vállalja a rezidensek képzését ezen a téren, ám hamarosan be kell látnia, hogy ő is súlyos kommunikációs problémákkal küzd, különösen a magánéletében... |
| 235    | 11x12 | 2005. január 27.     | (The Providers / Gondoskodom, tehát vagyok): Carter pályafutása egyik legelszomorítóbb esetét próbálja megoldani. Egy vesebeteg lány érkezik az osztályra. Hamarosan kiderül, hogy a lányon már végeztek veseátültetést. A beteg állapotát egy új görcsoldó szedése idézte elő, amelynek mellékhatása visszafordíthatatlanul károsította az átültetett szervet. A lány családja az orvosok tehetetlensége láttán kétségbeesett lépésre szánja el magát. Carternek minden tudására és segítségre szüksége van, hogy képes legyen úrrá lenni a helyzeten.                                                                                                 |
| 236    | 11x13 | 2005. február 3.     | (Middleman / Megbolydult méhkas): Vannak napok, amikor az egészségügyi hierarchiát mindenki fokozottan érzi a bőrén, és általában a betegek azok, akik a végén a kárát látják. Lewis főnökként, Pratt rezidensként, Wendall szociális gondozóként küzd a káosz ellen. Kovac is szakmai vitába keveredik Dubenkóval, és pillanatok alatt fellángol az örök sebész-sürgősségis ellentét. Mindeközben Jake mindent elkövet, hogy megtörje Abby ellenállását. |
| 237    | 11x14 | 2005. február 10.    | (Just as I Am / Vagyok, aki vagyok): Weavert váratlan meglepetés éri: egy nap megjelenik az anyja, akit hosszú évek óta hiába keresett. Jake egyre több elismerést kap kollégáitól, olyannyira, hogy már Dubenko szárnyai alatt végzi sebészeti gyakorlatát. Az új fejlemény kedvező hatással van Abbyvel való kapcsolatára, akivel kicsit felszabadultabbak, mint korábban. Jane-ről kiderül, hogy igen ügyes, hatékony és szolidáris munkatárs, úgyhogy érdemes őt számításba venni. |
| 238    | 11x15 | 2005. február 17.    | (Alone in a Crowd / Belső hangok): Egy fiatal, három gyerekes anya kerül az osztályra, aki egy vérrög miatt félig lebénul, és beszédképtelenné válik. Az eset az osztály minden dolgozóját felkavarja, ezért minden lehetséges módon igyekeznek megkönnyíteni az asszony helyzetét, aki kétségbeesetten próbálja feldolgozni az állapotát. Dubenko cikkírás ürügyén megkörnyékezi Abbyt, akit kissé váratlanul ér a szokatlan udvarlás. Carter és Wendall bontakozó kapcsolatát hirtelen beárnyékolja egy telefonhívás. |
| 239    | 11x16 | 2005. február 24.    | (Here and There / A távolság összeköt): Neela életében nem ez az első alkalom, hogy egyedül érzi magát és nem találja a helyét. Magányosságában egyre gyakrabban gondol Gallantra, akivel mély kapcsolatot alakított ki az idő folyamán. Bontakozó szerelmüket a behívó szakította meg, Gallant Irakba került, ahol a tűzvonal közelében teljesít szolgálatot. Ám bármennyire is nagy közöttük a távolság, a munkájuk közt sok párhuzam vonható, érzéseik egymás iránt pedig egyre bensőségesebbé váltak. |
| 240    | 11x17 | 2005. március 24.    | (Back in the World / Látogató a pokolból): Gallant minden követ megmozgat, hogy egyik iraki, civil betegét eljuttassa Chicagóba. A pilóták azonban orvosi kíséret nélkül nem vállalják az utat, ezért Gallant lehetőséget kap arra, hogy ha csak pillanatokra is, láthassa kollégáit. A rövid visszatérés során alkalma nyílik találkozni Neelával. A viszontlátás öröm, és az elválás nehéz, de legalább kiderül, hányadán állnak egymással. Megint felbukkan Alex apja, és ezúttal is hatalmas port kavar Sam és Luka életében. |
| 241    | 11x18 | 2005. április 21.    | (Refusal of Care / Jóból is megárt a sok): Lewis és csapata alig bírja tartani a tempót, ráadásul helyzetüket különösen nehezíti, hogy egy rossz egészségi állapotban lévő anya szigorú éhségsztrájkot folytat, azzal a céllal, hogy illegálisan az országban tartózkodó fiának meghallgatást csikarjon ki a bevándorlási hivataltól. Abby még bizonytalankodik, ám az osztályon már egy párként kezelik Jake-kel. Carter nagyvonalú befektetésen töri a fejét, egy új egészségügyi létesítmény létrehozását tervezi. |
| 242    | 11x19 | 2005. április 28.    | (Ruby Redux / Szembesítés): Behoznak az osztályra egy idős beteget, aki kézzel-lábbal tiltakozik a kezelés, a kórház és a teljes team, különösen Carter beavatkozása ellen. Mint kiderül, tíz évvel korábban Carter kezelte a feleségét, aki akkor még kezdő orvosként nem a legsikeresebben képviselte a beteg érdekeit. Cartert ez a találkozás szembesíti eddigi hibáival, és megerősíti szakorvosi felelősségérzetében. |
| 243    | 11x20 | 2005. május 5.       | (You Are Here / Kell egy kis áramszünet): Weaver döntései sorozatos feszültséget teremtenek az osztályon. Senki sem ért egyet Morris kinevezésével, és Lewis pályázatának elutasítása is nagy vihart kavar. Rayt többen szembesítik azzal, hogy nem veszi elég komolyan az orvosi hivatást, és egy beteg kapcsán most végre maga is rádöbben, hogy változtatnia kell a hozzáállásán. Sam és Kovac kommunikációs nehézségekkel küzd, és felmerül bennük, hogy kapcsolatukat párterápián rendezzék. |
| 244    | 11x21 | 2005. május 12.      | (Carter est Amoureux / Egy amerikai Párizsban): Carter Párizsban találkozik Kemmel, de bármennyire biztos is szerelmében, nehezen törik meg kettejük közt a jég, és Kem se könnyíti meg a helyzetet. Sam és Kovac párterápiára kezd járni, és egyre világosabbá válik köztük, hogy alapvető gond van a kapcsolatukkal. Abby, Neela és Ray sorozatban követ el szarvashibákat, ami feletteseiket komoly aggodalomra készteti, tekintve, hogy hamarosan nekik maguknak is oktatniuk kell majd az utánuk jövőket. |
| 245    | 11x22 | 2005. május 19.      | (The Show Must Go On / Carter búcsúja): Ray épp a jövőjén vívódik, mikor egy baráti bulin történt tömegbalesetben önkéntelenül is olyan jól helytáll, hogy egykettőre sikerül rendeznie a gondolatait. A sérültek ellátásában Abby vezényletével az egész team részt vesz, és nemcsak a frissen érkezett rezidenseket, de még saját magukat is ámulatba ejtik. Carter búcsúja nem éppen hagyományosra sikeredik, de azért úgy megy el, hogy a számára fontos szálakat el tudja varrni. Alex világgá megy, Kovac és Sam pedig együtt indul a keresésére.                                                                                                 |